# Vương Hữu Quang
Vương Hữu Quang (tiếng Trung: 王有光, ? - 1886) tự Dụng Hối (用悔) hiệu Tế Trai (祭齋) là một quan đại thần triều Nguyễn, người Việt gốc Hoa, trải 22 năm dưới các đời vua Minh Mệnh, Thiệu Trị và Tự Đức.

## Tiểu sử
Ông Vương Hữu Quang được sinh thành tại thôn Tân Đức, huyện Tân Long, phủ Tân Bình, trấn Phiên An (nay là Quận 5, Thành phố Hồ Chí Minh), tiên tổ gốc Phúc Kiến thoạt khởi tụ cư ở Sa Đéc, chuyên nghề buôn bán, đời cha của Vương Hữu Quang thì dời sang Gia Định, tính đến ông là được 5 đời. Vương Hữu Quang lớn tuổi và lận đận khoa hoạn hơn Phan Thanh Giản, giữa hai ông có một tình bằng hữu thân thiết, lại là đồng liêu đồng triều. Tập san Sử Địa số 7-8 năm 1967 có đăng một bức thư Nôm đề ngày 26 tháng 1 năm 1837 của ông Phan Thanh Ngạn gửi con là Phan Thanh Giản, nội dung như sau:
| “                 | Phụ tự Ngạn ký thơ vu Giản nhi khai khán: Vả gia sự con cháu đều bình an, lại con có gửi thơ cùng các vật cho Vương Hữu Quang với Huỳnh Quang đem về thời cha đã lãnh thơ cùng các vật y như hai trương thơ ấy rồi. Ngày trước con có bảo thằng Diệu làm thọ đường, thời nó đã làm, sơn ngoài đen trong đỏ rồi. Tính các việc giá tiền 77 quan, mà Bố chánh [Vương Hữu] Quang hườn tiền thọ đường cho nó 20 quan, giao cho cha 70 quan, cha hườn cho thằng Diệu 50 quan, cộng 70 quan, khiến 7 quan chưa hườn, nên phải ra cho con rõ. Hựu: Như còn quế tốt giử cho cha ba phiến. Minh Mệnh thập nhất niên, thập nhị ngoạt nhị thập nhựt. | ” |
| — Trích trang 248 | |   |

Ông được khắc tên trong tấm Trùng tu cựu hoạn khoa duyên bi ký quàn tại đình Minh Hương (Gia Định), ghi tên những người Minh Hương thi đậu cử nhân, tú tài và làm quan triều Nguyễn.

### Minh Mệnh triều (1825 - 1841)
(1825) Ất Dậu, niên hiệu Minh Mệnh thứ 5, tháng 7: Đậu Cử nhân khoa thi Hương trường Gia Định (cùng khóa với ông Phan Thanh Giản), hạng 8.
(1832) Nhâm Thìn, niên hiệu Minh Mệnh thứ 13: Thự Công bộ Cấp sự trung thuộc Đô Sát viện.
(1833) Quý Tị, niên hiệu Minh Mệnh thứ 14: Sung chức Quốc Sử quán Toản tu.
(1834) Giáp Ngọ, niên hiệu Minh Mệnh thứ 15: Tháng 2 thự Đại Lý tự Thiếu khanh; tháng 5 thự Quảng Yên tỉnh Án sát sứ; tháng 11 thự Binh bộ Lang trung, sung Thừa Thiên phủ doãn.
(1835) Ất Mùi, niên hiệu Minh Mệnh thứ 16: Thăng Khâm sai đại thần, quyền lĩnh Nghệ An tỉnh Bố chánh sứ ti chi ấn.
(1836) Bính Thân, niên hiệu Minh Mệnh thứ 17: Tháng 2 thự Lại bộ Hữu thị lang; tháng 6 sung Thừa Thiên phủ doãn (quan trước bị giáng phạt vì để dân phu đổ đất nơi xa, không đổ đất nơi gần khi đắp đê), trật chánh tam phẩm; xin tạm nghỉ việc quan 6 tháng để về Sa Đéc phụng dưỡng cha đã già yếu.
(1837) Mậu Tuất, niên hiệu Minh Mệnh thứ 18: Tháng 8 thự Quảng Nam tỉnh Bố chánh sứ, hộ lý Nam Ngãi tuần phủ quan phòng chi ấn, trật tòng nhị phẩm; tháng 9, do giá gạo đắt, dâng sớ xin chiểu số đường, quế phải mua trong năm, phát chẩn thóc công trước để cứu dân đói, vua thưởng 1 kỷ lục thứ.
(1838) Kỷ Hợi, niên hiệu Minh Mệnh thứ 19: Tháng 7 thăng Binh bộ Tham tri, sung Quảng Ngãi tỉnh Tuần phủ, vẫn tại nhiệm Quảng Nam tỉnh Bố chánh sứ, trật tòng nhị phẩm.
(1840) Kỷ Hợi, niên hiệu Minh Mệnh thứ 21: Tháng 2 bị khép tội "bất ưng" do dâng tấu chương xin giảm lại dịch trong ngoài để trừ nhũng tệ; tháng 4 bị giáng Công bộ Tư vụ sau khi xảy ra án Quần tiên hiến thọ, trật chánh thất phẩm; tháng 5 thự Thừa biện, đặc phái đi Tân Gia Ba đoái công chuộc tội.

### Thiệu Trị triều (1841 - 1847)
(1841) Tân Sửu, Thiệu Trị nguyên niên: Tháng 3 thự Bắc Ninh tỉnh Án sát sứ; tháng 10 thự Binh bộ Lang trung, sung Tuyên Quang tỉnh Bố chánh sứ.
(1842) Nhâm Dần, niên hiệu Thiệu Trị thứ 2: Tháng 10 thự Phó chủ khảo khoa thi Hương trường Hà Nội, bị truất chức Tuyên Quang Bố chánh vì tự ý thâu tiền của quan quân dân để xây chùa Đồng Quan.
(1843) Quý Mão, niên hiệu Thiệu Trị thứ 3: Tháng 8 thự Hiệu đạo áp giải tù nhân đến thành Quảng Đông.
(1844) Giáp Thìn, niên hiệu Thiệu Trị thứ 4: Tháng 1 thự Lễ bộ Chủ sự, sung Cơ Mật viện Hành tẩu, trật chánh lục phẩm.
(1845) Ất Tị, niên hiệu Thiệu Trị thứ 5: Tháng 2 thăng Hàn Lâm viện Thị giảng Học sĩ, sung Đệ nhị Phó sứ sang triều cống Đại Thanh, trật tòng tứ phẩm.
(1846) Bính Ngọ, niên hiệu Thiệu Trị thứ 6: Tháng 7 bị giáng lưu vì bắt dân phu khuân đồ riêng trên đường từ thiên triều về, thự Hình khoa Chưởng ấn Cấp sự trung, trật chánh tứ phẩm; tháng 9 thự Thiêm Sự phủ Thiếu thiêm sự thuộc Công bộ; tháng 12 thự Hình bộ Biện lý.
(1847) Đinh Mùi, niên hiệu Thiệu Trị thứ 7: Tháng 4 thọ mệnh duyệt quyển khoa thi Đình; tháng 6 thăng Hà Nội tỉnh Bố chánh sứ, trật chánh tam phẩm; tháng 12 thự Phó sứ sang Đại Thanh báo tang vua Thiệu Trị.

### Tự Đức triều (1847 - 1854)
(1849) Kỷ Dậu, niên hiệu Tự Đức thứ 2: Tháng 9 được khen thưởng gia 1 cấp khi từ thiên triều về; tháng 9 được ban 1 tiền kim bát bửu vì cầu ngớt mưa bão.
(1850) Canh Tuất, niên hiệu Tự Đức thứ 3: Tháng 1 thăng Lại bộ Tả tham tri, sung Kinh diên Nhật giảng quan thuộc Tập Hiền viện; tháng 8 vua khen "gặp việc không làm cẩu thả", thưởng gia 1 cấp.
(1851) Tân Hợi, niên hiệu Tự Đức thứ 4: Tháng 5 thự Tuần phủ, hộ lý Bình Phú tỉnh Tổng đốc, trật chánh nhị phẩm.
(1852) Nhâm Tí, niên hiệu Tự Đức thứ 5: Tháng 1 bị giáng 4 cấp vì "xích mích nội bộ giữa các quan lại Bình Phú", thự Chánh chủ khảo khoa thi Hương trường Thừa Thiên.
(1853) Quý Sửu, niên hiệu Tự Đức thứ 6: Tháng 1 lại thự Tuần phủ, hộ lý Bình Phú tỉnh Tổng đốc, trật chánh nhị phẩm; tháng 2 bị cắt 3 tháng lương vì tự ý cho thầy chùa tụng kinh trong công thự; tháng 12 trình 6 điều cấm đạo Gia Tô.
(1854) Giáp Dần, niên hiệu Tự Đức thứ 7: Tháng 9 phạm tội đồ vì để thuyền nước Thanh tùy tiện ra vào hải khẩu Bình Phú.

## Tác phẩm
Di tác của ông Vương Hữu Quang không nhiều, với chủ yếu là thơ. Đặc sắc nhất là bài từ Ma nhai (摩崖) ở danh sơn Ngô Khê thuộc đất Vĩnh Châu, Hồ Nam, ông làm trong chuyến đi sứ năm 1845.
| 近水亭纔千古月， 橫林花草一溪雲。 夕陽明歲雨， 落葉曬孤舟。 歲與人爲客， 官不病不閑。 道光二十五年，乙巳孟冬月上浣，越南使王有光題。 | Cận thủy đình tài thiên cổ nguyệt, Hoành lâm hoa thảo nhất khuê vân. Tịch dương minh tuế vũ, Lạc diệp sái cô chu. Tuế dữ nhân vi khách, Quan phi bệnh bất nhàn. Đạo Quang nhị thập ngũ niên, Ất Tị mạnh đông nguyệt thượng hoán, Việt Nam sứ Vương Hữu Quang đề. | Ngày xưa trăng dãi đình bên bến nước, Cỏ hoa thành rừng vắt bên bờ suối đầy mây. Ánh chiều sáng giọt mưa, Lá vàng đầy thuyền lẻ. Năm tháng là khách của người, Chỉ khi mắc bệnh thì quan mới được nhàn. Niên hiệu Đạo Quang thứ 25, năm Ất Tị đầu đông thượng tuần, Việt Nam sứ thần Vương Hữu Quang đề. |

Ngoài ra ông còn có bài thơ Yết Thang Âm nhạc Trung Vũ Vương miếu (Yết kiến miếu Nhạc Trung Vũ Vương) được khắc bia tại miếu Nhạc Phi tại ở huyện Thang Âm, tỉnh Hà Nam, Trung Quốc trong lần đi sứ thứ hai (1847-1848).
| 宋家釁糱罪人謀 終古紛紛論未休 遺恨兩宮勞百戰 精忠一節足千秋 河山不逐鶯花改 風雨猶聞草木愁 天爲英雄長解甲 燕雲今是帝王州 道光戊申嘉平月中浣天南陪臣王有光拜題 奉祀生岳奇葑督工 | Tống gia hấn nghiệt tội nhân mưu Chung cổ phân phân luận vị hưu Di hận lưỡng cung lao bách chiến Tinh trung nhất tiết túc thiên thu Hà sơn bất trục oanh hoa cải Phong vũ do văn thảo mộc sầu Thiên vị anh hùng trường giải giáp Yên vân kim thị đế vương châu Đạo Quang mậu thân Gia bình nguyệt trung hoán Thiên Nam bồi thần Vương Hữu Quang bái đề Phụng tự sinh Nhạc Kỳ phong đốc công |
| --- | --- |

## Gia thế
Mộ phần của ông Vương Hữu Quang ngụ tại xã Tân Phú Đông (nay là cầu Rạch Rắn), thành phố Sa Đéc, tỉnh Đồng Tháp. Riêng ông có thảy 5 con trai và 4 con gái, trong đó có trưởng nam Vương Hữu Bình (王有平, 1853 - 1920) cũng là trọng thần triều Nguyễn và được suy tôn là cao tổ của nhánh họ Vương Hữu ở Bắc Kỳ.

## Nhận xét
| “           | Vương Hữu Quang làm việc còn khả quan. Duy có tính nóng nảy không biết nghĩ kỹ, đến nỗi mắc tội. Phen này bị xiềng xích hoặc có thể nhân đấy mà thuần thục, ngày sau còn là người hữu dụng thì khỏi uổng một phần mài rũa tính tình. | ” |
| — Minh Mạng | |   |